# Tényi István (tanár)
Tényi István (Budapest, 1982. március 30. –) magyar közéleti szereplő, a Fidesz – Magyar Polgári Szövetség volt tagja. Közéleti, közérdeklődésre számot tartó ügyekkel kapcsolatos feljelentései által vált országosan ismertté.

## Életrajz

### Közéleti szereplése
2004 és 2010 között a terézvárosi Fidesznek volt a tagja. Illés Zoltán távozása miatt 2010-ben kérte átvételét a belvárosi Fideszbe. Tényi István a Fidesz szervezeten belül semmilyen tisztséget nem töltött be.
2008 és 2013 között a Szegényeket és Rászorultakat Segítő Alapítvány iskolájának magyar tanára volt. 2013-ban, facebookos beszélgetésekben Bagdad 2003-as bombázásáról osztott meg videót „Nagyjából ez marad az iskolából” üzenettel. Emiatt az üzenetek miatt közveszéllyel fenyegetés vétsége miatt nyomozás indult Tényi Istvánnal kapcsolatban. Tényi István azzal magyarázta az üzenetét, hogy annyi helyen feljelentette már az iskolát, hogy ezek után gond nélkül bezárhatják az intézményt, vagyis nem marad belőle semmi. Az eset miatt elmaradt a Szegényeket és Rászorultakat Segítő Alapítvány szalagavatója.
Tényi István 2014-ben a Norvég Alap-ügyben tett feljelentésével vált országosan ismertté. Feljelentését a jobboldali lapokban megjelent információkra alapozta.
2016-ban a Eötvös Károly Intézet irodájában lehallgatókészüléket találtak. Az Eötvös Károly Intézet nem kívánt feljelentést tenni, azonban Tényi István tiltott adatszerzés gyanúja miatt feljelentést tett a rendőrségen.
A Pharaon-ügy kapcsán a Fővárosi Főügyészségen hivatali visszaélés miatt tett feljelentést 2016 novemberében.
2017. április 8-án értesítették, hogy kizárták a Fideszből. Ezt a döntést azonban a párt alapszabályait is megsértve semmivel sem indokolták meg. Az esetet követően minden politikai és civil szervezettel megszakította a kapcsolatot. Jelenleg tanárként dolgozik egy budai középiskolában.